# NGC 453
NGC 453 est un astérisme situé dans la constellation des Poissons. 
Cet astérisme, constitué de trois étoiles situées au sud de NGC 451, a été enregistré par l'astronome français Édouard Stephan en 1881.